# Liste der Monuments historiques in Fresnes-sur-Apance
Die Liste der Monuments historiques in Fresnes-sur-Apance führt die Monuments historiques in der französischen Gemeinde Fresnes-sur-Apance auf.

## Liste der Objekte
| Bezeichnung                            | Beschreibung                                                           | Standort                                  | Kennzeichnung | Schutzstatus | Datum | Bild |
| -------------------------------------- | ---------------------------------------------------------------------- | ----------------------------------------- | ------------- | ------------ | ----- | ---- |
| Hauptaltar                             | Holz, vergoldet, 1716, aus der Werkstatt von Jean-Baptiste Bouchardon  | in der Kirche St-Julien (Lage)            | PM52000479    | Classé       | 1963  |      |
| Gemälde Die Melancholie                | Kopie nach Domenico Fetti, 18. Jahrhundert                             | in der Kirche St-Julien (Lage)            | PM52000477    | Classé       | 1960  |      |
| Skulptur Stehende Madonna mit Kind (1) | Holz, farbig gefasst und vergoldet, 17. Jahrhundert                    | in der Kirche St-Julien (Lage)            | PM52000478    | Classé       | 1961  |      |
| Skulptur Heiliger Julianus             | Holz, farbig gefasst und vergoldet, 17. Jahrhundert                    | in der Kirche St-Julien (Lage)            | PM52000480    | Classé       | 1966  |      |
| Skulptur Stehende Madonna mit Kind (2) | Holz, farbig gefasst und vergoldet, 18. Jahrhundert                    | in der Kirche St-Julien (Lage)            | PM52000481    | Classé       | 1966  |      |
| Kanzel                                 | Holz, farbig gefasst und vergoldet, zweite Hälfte des 18. Jahrhunderts | in der Kirche St-Julien (Lage)            | PM52000484    | Classé       | 1966  |      |
| Skulptur Heilige Katharina             | Holz, farbig gefasst und vergoldet, 18. Jahrhundert                    | in der Kirche St-Julien (Lage)            | PM52000482    | Classé       | 1966  |      |
| Skulptur Heilige Cäcilia               | Holz, farbig gefasst und vergoldet, 18. Jahrhundert                    | in der Kirche St-Julien (Lage)            | PM52000483    | Classé       | 1966  |      |
| Triumphbogen                           | Schmiedeeisen, 18. Jahrhundert                                         | in der Kirche St-Julien (Lage)            | PM52000485    | Classé       | 1971  |      |
| Pietà                                  | Holz, farbig gefasst und vergoldet, erste Hälfte des 17. Jahrhunderts  | in der Kapelle Notre-Dame-de-Pitié (Lage) | PM52000486    | Classé       | 1961  |      |
| Skulptur Sitzende Madonna mit Kind     | Holz, farbig gefast und vergoldet, erste Hälfte des 18. Jahrhunderts   | in der Kapelle Notre-Dame-de-Pitié (Lage) | PM52000487    | Classé       | 1961  |      |